# Q Tour
Q Tour – seria turniejów snookera o randze niższej niż World Snooker Main Tour.
Seria pierwotnie odbywała się w sezonach 1994/95 i 2004/05 jako zawody profesjonalne, nierankingowe. Ze względu na dużą liczbę graczy biorących udział w tourze, utworzono nowy turniej WPBSA Minor Tour, w którym mogli brać udział także gracze znajdujący się niżej w rankingu. Następnie zmieniono nazwę na UK Tour, a następnie na Challenge Tour. Został on reaktywowany na sezon 2018/19 jako turniej dla amatorów pozwalający na wejście do grona profesjonalistów. Następnie przemianowany na Q Tour na sezon 2021/22.

## Historia
Koncepcja drugorzędnej trasy zawodowej została po raz pierwszy wypróbowana w sezonie 1994/95 w formie WPBSA Minor Tour, która miała zapewnić rywalizację niżej notowanym profesjonalistom, ale trwała tylko jeden sezon. Ze względu na nadmierną liczbę zgłoszeń do World Snooker Tour, od sezonu 1997–98 przyjęto dwupoziomową strukturę turnieju, w wyniku czego powstały Main Tour i UK Tour. W Main Tourze mogli brać udział wyłacznie członkowie, natomiast początkowo wszyscy gracze zawodowi mogli rywalizować w UK Tour, a najlepsi zawodnicy mogli awansować. Od sezonu 1999/2000 wstęp był ograniczony do zawodników niebiorących udziału w Main Tour, a od sezonu 2001/02 sama trasa UK Tour miała charakter ekskluzywny dla członków. Od sezonu 2000/01 nazwa imprezy została zmieniona na Challenge Tour.
W pierwszym sezonie odbyło się pięć turniejów, lecz w kolejnych sezonach ich liczba została zmniejszona do czterech. W trakcie UK Tour miały miejsce dwa oficjalne maksymalne breaki, oba w sezonie 1998/99. Pierwszy z nich został osiągnięty przez Stuarta Binghama w starciu z Barrym Hawkinsem w Turnieju 3, a drugi przez Nicka Dysona w starciu z Adrianem Gunnelem w Turnieju 4. Serię przerwano po sezonie 2004/05 .
Seria Pro Challenge została wprowadzona na sezon 2009/10 i mogli w niej grać wszyscy zawodnicy biorący udział w zawodowym tourze. Z zaplanowanych siedmiu turniejów rozegrano tylko cztery, zanim serię odwołano z powodu zbyt małej liczby uczestników. W kolejnym sezonie 2010/11 serię Pro Challenge Series zastąpiono turniejami Players Tour Championship, czyli drugorzędną serią składającą się z turniejów, w których można było zdobywać punkty rankingowe, jednak opłata za udział była znacznie niższa niż w przypadku głównych turniejów transmitowanych w telewizji.
Seria Challenge Tour została reaktywowana w sezonie 2018/19 i składa się z dziesięciu turniejów, z których każdy rozgrywany jest w ciągu jednego lub dwóch dni, z nagrodami pieniężnymi i maksymalnie 72 uczestnikami (64 najlepszych zawodników z rankingu Q School Order of Merit oraz ośmiu z dzikimi kartami). Dwóch najlepszych zawodników z Challenge Tour Order of Merit otrzymało kartę na kolejny sezon. Od sezonu 2020/21 Challenge Tour przemianowano na Q Tour.
Począwszy od sezonu 2023/2024 World Professional Billiards and Snooker Association uruchomiło ogólnoświatową serię Q Tour Global, która oprócz dotychczasowych turniejów w Europie, obejmuje serie Q Tour Asia Pacific, Q Tour Middle East i Q Tour Americas. Do gry uprawnieni są zawodnicy urodzeni w danym regionie lub zamieszkujący tam co najmniej od 6 miesięcy. 
Czterech najlepszych zawodników, zwycięzca Q Tour i 3 wyłonionych w kończących sezon turniejach Q Tour Global Playoff otrzymuje karty uprawniające do gry w profesjonalnym World Snooker Tour.
W sezonie snookerowym 2024/25 do Q Tour Global dołączyła seria CBSA China Tour organizowana przez Chinese Billiards and Snooker Association.

## Finały
| Sezon                                           | Turniej    | Zwycięzca           | Finalista            | Wynik | Miejsce              | Przypisy            |
| ----------------------------------------------- | ---------- | ------------------- | -------------------- | ----- | -------------------- | ------------------- |
| WPBSA Minor Tour (profesjonalny, nierankingowy) |            |                     |                      |       |                      |                     |
| 1994/95                                         | Turniej 1  | Jamie Woodman       | Matt Wilson          | 6–2   | Antwerpia            | [ 11 ] [ 1 ]        |
| 1994/95                                         | Turniej 2  | Noppadon Noppachorn | Sammy Chong          | 8–6   | Khon Kaen            | [ 12 ] [ 1 ]        |
| 1994/95                                         | Turniej 3  | John Lardner        | Eddie Manning        | 5–2   | Monachium            | [ 13 ] [ 1 ]        |
| 1994/95                                         | Turniej 4  | Colin Morton        | Matthew Couch        | 6–5   | Helsinki             | [ 14 ] [ 1 ]        |
| 1994/95                                         | Turniej 5  | David Roe           | Tony Drago           | 6–3   | Marsaskala           | [ 15 ] [ 1 ]        |
| 1994/95                                         | Turniej 6  | Drew Henry          | Mark Williams        | 6–5   | Pekin                | [ 16 ] [ 1 ]        |
| UK Tour (profesjonalny, nierankingowy)          |            |                     |                      |       |                      |                     |
| 1997/98                                         | Turniej 1  | Paul McPhillips     | Michael Holt         | 6–5   | Aldershot            | [ 17 ] [ 1 ]        |
| 1997/98                                         | Turniej 2  | Mark Fenton         | Antony Bolsover      | 6–4   | Stockport            | [ 18 ] [ 1 ]        |
| 1997/98                                         | Turniej 3  | Simon Bedford       | Robert Milkins       | 6–4   | Swindon              | [ 19 ] [ 1 ]        |
| 1997/98                                         | Turniej 4  | Patrick Wallace     | Shaun Murphy         | 6–4   | Stirling             | [ 20 ] [ 1 ]        |
| 1997/98                                         | Turniej 5  | Paul Sweeny         | Hugh Abernethy       | 6–5   | Newcastle-under-Lyme | [ 21 ] [ 1 ]        |
| 1998/99                                         | Turniej 1  | Alfie Burden        | Anthony Davies       | 6–5   | Stockport            | [ 22 ] [ 1 ]        |
| 1998/99                                         | Turniej 2  | Joe Swail           | Alfie Burden         | 6–1   | Swindon              | [ 23 ] [ 1 ]        |
| 1998/99                                         | Turniej 3  | Stuart Bingham      | Matthew Couch        | 6–1   | Swindon              | [ 24 ] [ 1 ]        |
| 1998/99                                         | Turniej 4  | James Reynolds      | Jason Ferguson       | 6–4   | Stockport            | [ 25 ] [ 1 ]        |
| 1999/2000                                       | Turniej 1  | Matt Wilson         | Barry Hawkins        | 6–4   | Oldham               | [ 26 ] [ 1 ]        |
| 1999/2000                                       | Turniej 2  | Andrew Higginson    | Scott MacKenzie      | 6–3   | Swindon              | [ 27 ] [ 1 ]        |
| 1999/2000                                       | Turniej 3  | Simon Bedford       | Barry Hawkins        | 6–5   | Stockport            | [ 28 ] [ 1 ]        |
| 1999/2000                                       | Turniej 4  | Barry Hawkins       | Craig Butler         | 6–1   | Swindon              | [ 29 ] [ 1 ]        |
| Challenge Tour (profesjonalny, nierankingowy)   |            |                     |                      |       |                      |                     |
| 2000/01                                         | Turniej 1  | Adrian Rosa         | Surinder Gill        | 6–4   | Swindon              | [ 30 ] [ 1 ]        |
| 2000/01                                         | Turniej 2  | Andrew Norman       | Luke Fisher          | 6–3   | Harrogate            | [ 31 ] [ 1 ]        |
| 2000/01                                         | Turniej 3  | Shaun Murphy        | Andrew Norman        | 6–3   | Swindon              | [ 32 ] [ 1 ]        |
| 2000/01                                         | Turniej 4  | Shaun Murphy        | Luke Simmonds        | 6–2   | Harrogate            | [ 33 ] [ 1 ]        |
| 2001/02                                         | Turniej 1  | James Reynolds      | Steve Judd           | 6–5   | Harrogate            | [ 34 ] [ 1 ]        |
| 2001/02                                         | Turniej 2  | Leo Fernandez       | Ryan Day             | 6–3   | Swindon              | [ 35 ] [ 1 ]        |
| 2001/02                                         | Turniej 3  | Lee Spick           | Joe Delaney          | 6–3   | Harrogate            | [ 36 ] [ 1 ]        |
| 2001/02                                         | Turniej 4  | David Gilbert       | Ryan Day             | 6–3   | Swindon              | [ 37 ] [ 1 ]        |
| 2002/03                                         | Turniej 1  | Chris Melling       | Tom Ford             | 6–2   | Mansfield            | [ 38 ] [ 39 ] [ 1 ] |
| 2002/03                                         | Turniej 2  | Adrian Rosa         | Stuart Mann          | 6–5   | Swindon              | [ 40 ] [ 41 ] [ 1 ] |
| 2002/03                                         | Turniej 3  | Michael Rhodes      | Luke Simmonds        | 6–5   | Swindon              | [ 42 ] [ 43 ] [ 1 ] |
| 2002/03                                         | Turniej 4  | Kurt Maflin         | James Leadbetter     | 6–2   | Prestatyn            | [ 44 ] [ 45 ] [ 1 ] |
| 2003/04                                         | Turniej 1  | Stefan Mazrocis     | Paul Davison         | 6–2   | Prestatyn            | [ 46 ] [ 47 ] [ 1 ] |
| 2003/04                                         | Turniej 2  | Hugh Abernethy      | Gary Wilson          | 6–0   | Prestatyn            | [ 48 ] [ 49 ] [ 1 ] |
| 2003/04                                         | Turniej 3  | Brian Salmon        | Steve James          | 6–1   | Prestatyn            | [ 50 ] [ 51 ] [ 1 ] |
| 2003/04                                         | Turniej 4  | Gary Wilson         | Jin Long             | 6–4   | Prestatyn            | [ 52 ] [ 53 ] [ 1 ] |
| 2004/05                                         | Turniej 1  | Jamie Cope          | Chris Norbury        | 6–2   | Prestatyn            | [ 54 ] [ 55 ] [ 1 ] |
| 2004/05                                         | Turniej 2  | James Tatton        | Matthew Barnes       | 6–4   | Prestatyn            | [ 56 ] [ 57 ] [ 1 ] |
| 2004/05                                         | Turniej 3  | James McBain        | Mark Allen           | 6–3   | Prestatyn            | [ 58 ] [ 59 ] [ 1 ] |
| 2004/05                                         | Turniej 4  | Jamie Cope          | Matthew Couch        | 6–0   | Prestatyn            | [ 60 ] [ 61 ] [ 1 ] |
| Challenge Tour (amatorski)                      |            |                     |                      |       |                      |                     |
| 2018/19                                         | Turniej 1  | Brandon Sargeant    | Luke Simmonds        | 3–1   | Burton upon Trent    | [ 62 ] [ 63 ]       |
| 2018/19                                         | Turniej 2  | David Grace         | Mitchell Mann        | 3–0   | Preston              | [ 64 ] [ 65 ]       |
| 2018/19                                         | Turniej 3  | Barry Pinches       | Jackson Page         | 3–2   | Ryga                 | [ 66 ] [ 67 ]       |
| 2018/19                                         | Turniej 4  | Mitchell Mann       | Dylan Emery          | 3–0   | Fürth                | [ 68 ] [ 69 ]       |
| 2018/19                                         | Turniej 5  | David Lilley        | Brandon Sargeant     | 3–1   | Derby                | [ 70 ] [ 71 ]       |
| 2018/19                                         | Turniej 6  | David Grace         | Ben Hancorn          | 3–0   | Lommel               | [ 72 ] [ 73 ]       |
| 2018/19                                         | Turniej 7  | Joel Walker         | Jenson Kendrick      | 3–0   | Barnsley             | [ 74 ] [ 75 ]       |
| 2018/19                                         | Turniej 8  | Simon Bedford       | David Lilley         | 3–1   | Budapeszt            | [ 76 ] [ 77 ]       |
| 2018/19                                         | Turniej 9  | Adam Duffy          | Matthew Glasby       | 3–1   | Sheffield            | [ 78 ] [ 79 ]       |
| 2018/19                                         | Turniej 10 | George Pragnell     | Callum Lloyd         | 3–2   | Gloucester           | [ 80 ] [ 81 ]       |
| 2019/20                                         | Turniej 1  | Ka Wai Cheung       | Oliver Brown         | 3–1   | Norymberga           | [ 82 ] [ 83 ]       |
| 2019/20                                         | Turniej 2  | Jake Nicholson      | Andrew Pagett        | 3–1   | Newbury              | [ 84 ] [ 85 ]       |
| 2019/20                                         | Turniej 3  | Andrew Pagett       | Robbie McGuigan      | 3–0   | Leeds                | [ 86 ] [ 87 ]       |
| 2019/20                                         | Turniej 4  | Ashley Hugill       | Aaron Hill           | 3–1   | Brugia               | [ 88 ] [ 89 ]       |
| 2019/20                                         | Turniej 5  | Allan Taylor        | Michael Collumb      | 3–1   | Leicester            | [ 90 ] [ 91 ]       |
| 2019/20                                         | Turniej 6  | Oliver Brown        | Ashley Hugill        | 3–1   | Budapeszt            | [ 92 ] [ 93 ]       |
| 2019/20                                         | Turniej 7  | Dean Young          | Andrew Pagett        | 3–1   | Neerpelt             | [ 94 ] [ 95 ]       |
| 2019/20                                         | Turniej 8  | Lukas Kleckers      | Tyler Rees           | 3–1   | Tamworth             | [ 96 ] [ 97 ]       |
| 2019/20                                         | Turniej 9  | Ashley Hugill       | Sydney Wilson        | 3–1   | Llanelli             | [ 98 ] [ 99 ]       |
| 2019/20                                         | Turniej 10 | Adam Duffy          | Kuldesh Johal        | 3–1   | Leicester            | [ 100 ] [ 101 ]     |
| 2019/20                                         | Playoff    | Allan Taylor        | Adam Duffy           | 4–0   | Sheffield            | [ 102 ] [ 103 ]     |
| Q Tour (amatorski)                              |            |                     |                      |       |                      |                     |
| 2021/22                                         | Turniej 1  | David Lilley        | Si Jiahui            | 5–1   | Brighton             | [ 104 ] [ 105 ]     |
| 2021/22                                         | Turniej 2  | Si Jiahui           | Michael White        | 5–4   | Llanelli             | [ 106 ] [ 107 ]     |
| 2021/22                                         | Turniej 3  | Sean O'Sullivan     | Julien Leclercq      | 5–2   | Leicester            | [ 108 ] [ 109 ]     |
| 2021/22                                         | Turniej 4  | Robbie McGuigan     | Michael Collumb      | 5–3   | Leeds                | [ 110 ] [ 111 ]     |
| 2021/22                                         | Playoff    | Julien Leclercq     | Alex Clenshaw        | 5–2   | Darlington           | [ 112 ] [ 113 ]     |
| 2022/23                                         | Turniej 1  | Ross Muir           | George Pragnell      | 5–2   | North Shields        | [ 114 ] [ 115 ]     |
| 2022/23                                         | Turniej 2  | Martin O'Donnell    | George Pragnell      | 5–1   | Brighton             | [ 116 ] [ 117 ]     |
| 2022/23                                         | Turniej 3  | Farakh Ajaib        | Harvey Chandler      | 5–3   | Mons                 | [ 118 ] [ 119 ]     |
| 2022/23                                         | Turniej 4  | Billy Castle        | Andrew Higginson     | 5–4   | Sztokholm            | [ 120 ] [ 121 ]     |
| 2022/23                                         | Turniej 5  | Daniel Wells        | Sydney Wilson        | 5–2   | Walsall              | [ 122 ] [ 123 ]     |
| 2022/23                                         | Turniej 6  | Martin O'Donnell    | Ross Muir            | 5–1   | Leeds                | [ 124 ] [ 125 ]     |
| 2022/23                                         | Playoff    | Ashley Carty        | Florian Nüßle        | 5–2   | Darlington           | [ 126 ] [ 127 ]     |
| 2023/24                                         | Turniej 1  | Liam Davies         | Craig Steadman       | 5–2   | North Shields        | [ 128 ] [ 129 ]     |
| 2023/24                                         | Turniej 2  | Michael Holt        | Liam Davies          | 5–2   | Sztokholm            | [ 130 ] [ 131 ]     |
| 2023/24                                         | Turniej 3  | Umut Dikme          | Hamim Hussain        | 5–1   | Heilbronn            | [ 132 ] [ 133 ]     |
| 2023/24                                         | Turniej 4  | Antoni Kowalski     | Rory McLeod          | 5–3   | Walsall              | [ 134 ] [ 135 ]     |
| 2023/24                                         | Turniej 5  | Michael Holt        | Daniel Womersley     | 5–1   | Brighton             | [ 136 ] [ 137 ]     |
| 2023/24                                         | Turniej 6  | Michael Holt        | Alfie Davies         | 5–4   | Sofia                | [ 138 ] [ 139 ]     |
| 2023/24                                         | Turniej 7  | Peter Lines         | Umut Dikme           | 5–1   | Leeds                | [ 140 ] [ 141 ]     |
| 2023/24                                         | Playoff 1  | Duane Jones         | Liam Davies          | 10–9  | Sarajevo             | [ 142 ] [ 143 ]     |
| 2023/24                                         | Playoff 2  | Amir Sarkhosh       | Julian Bojko         | 10–8  | Sarajevo             | [ 144 ] [ 143 ]     |
| 2023/24                                         | Playoff 3  | Mohamed Shehab      | Yu Kiu Chang         | 10–8  | Sarajevo             | [ 145 ] [ 143 ]     |
| 2024/25                                         | Turniej 1  | Andres Petrov       | Ryan Thomerson       | 4–3   | Leeds                | [ 146 ] [ 147 ]     |
| 2024/25                                         | Turniej 2  | Dylan Emery         | Harvey Chandler      | 4–3   | Sofia                | [ 148 ] [ 149 ]     |
| 2024/25                                         | Turniej 3  | Zhao Xintong        | Craig Steadman       | 4–3   | Sztokholm            | [ 150 ] [ 151 ]     |
| 2024/25                                         | Turniej 4  | Zhao Xintong        | Ryan Davies          | 4–3   | Manchester           | [ 152 ] [ 153 ]     |
| 2024/25                                         | Turniej 5  | Zhao Xintong        | Ryan Thomerson       | 4–2   | Wiedeń               | [ 154 ] [ 155 ]     |
| 2024/25                                         | Turniej 6  | Zhao Xintong        | Ehsan Heydari Nezhad | 4–1   | Mons                 | [ 156 ] [ 157 ]     |
| 2024/25                                         | Turniej 7  | Liam Highfield      | Dylan Emery          | 4–3   | Walsall              | [ 158 ] [ 159 ]     |
| 2024/25                                         | Playoff 1  | Steven Hallworth    | Mark Joyce           | 10-5  | Antalya              | [ 160 ] [ 161 ]     |
| 2024/25                                         | Playoff 2  | Liam Highfield      | Julian Bojko         | 10-3  | Antalya              | [ 160 ] [ 162 ]     |
| 2024/25                                         | Playoff 3  | Florian Nüßle       | Andres Petrov        | 10-3  | Antalya              | [ 160 ] [ 163 ]     |

## Order of Merit
Zawodnicy, którzy otrzymali prawo gry w głównym Tourze na podstawie rankingu sezonu Q Tour (Order of Merit).
| Sezon                                         | Zwycięzca                                     | Przypisy       |
| --------------------------------------------- | --------------------------------------------- | -------------- |
| UK Tour (profesjonalny, nierankingowy)        | UK Tour (profesjonalny, nierankingowy)        | [ 1 ]          |
| 1997/98                                       | Paul McPhillips                               |                |
| 1998/99                                       | Alfie Burden                                  |                |
| 1999/00                                       | Barry Hawkins                                 |                |
| Challenge Tour (profesjonalny, nierankingowy) | Challenge Tour (profesjonalny, nierankingowy) | [ 1 ]          |
| 2000/01                                       | Shaun Murphy                                  |                |
| 2001/02                                       | Ryan Day                                      |                |
| 2002/03                                       | Martin Gould                                  |                |
| 2003/04                                       | Brian Salmon                                  |                |
| 2004/05                                       | Jamie Cope                                    |                |
| Challenge Tour (amatorski)                    |                                               |                |
| 2018/19                                       | Brandon Sargeant                              | [ 164 ]        |
| 2019/20                                       | Lukas Kleckers                                | [ 165 ] [ i ]  |
| Q Tour (amatorski)                            |                                               |                |
| 2021/22                                       | Sean O'Sullivan                               | [ 166 ] [ ii ] |
| 2022/23                                       | Martin O’Donnell                              | [ 167 ]        |
| 2023/24                                       | Michael Holt                                  | [ 168 ]        |
| 2024/25                                       | Zhao Xintong                                  | [ 169 ]        |
| 1. 2.                                         |                                               |                |

## WPBSA Q Tour Global

### Q Tour Middle East
Q Tour Middle East jest organizowana przez WPBSA we współpracy z UAE Cue Sports Academy. Zwycięzca serii uzyskuje prawo gry w turnieju Playoff serii Q Tour. W serii mogą uczestniczyć gracze zkrajów Bliskiego Wschodu oraz Egiptu, Libii, Maroka, Izraela i Turcji.
| Sezon                          | Turniej   | Zwycięzca        | Finalista       | Wynik | Miejsce  | Przypisy |
| ------------------------------ | --------- | ---------------- | --------------- | ----- | -------- | -------- |
| Q Tour Middle East (amatorski) |           |                  |                 |       |          |          |
| 2023/24                        | Turniej 1 | Amir Sarkhosh    | Habib Subah     | 4–0   | Abu Zabi | [ 171 ]  |
| 2023/24                        | Turniej 2 | Amir Sarkhosh    | Mohammed Shehab | 4–3   | Abu Zabi | [ 172 ]  |
| 2023/24                        | Turniej 3 | Mohammed Shehab  | Yazan Alhaddad  | 4–0   | Abu Zabi | [ 173 ]  |
| 2024/25                        | Turniej 1 | Habib Subah      | Ismail Türker   | 4–1   | Manama   | [ 174 ]  |
| 2024/25                        | Turniej 2 | Ali Gharahgozlou | Amin Sanjael    | 4–1   | Abu Zabi | [ 175 ]  |
| 2024/25                        | Turniej 3 | Ali Gharahgozlou | Ismail Türker   | 4–2   | Dubaj    | [ 176 ]  |

### Q Tour Americas
Q Tour Americas jest organizowane w e współpracy z Pan American Billiards and Snooker Association. W turniejach mogą brać udział zawodnicy urodzeni w regionie lub zamieszkali w nim od co njamniej 6 miesięcy.
| Sezon                       | Turniej   | Zwycięzca                 | Finalista              | Wynik | Miejsce        | Przypisy |
| --------------------------- | --------- | ------------------------- | ---------------------- | ----- | -------------- | -------- |
| Q Tour Americas (amatorski) |           |                           |                        |       |                |          |
| 2023/24                     | Turniej 1 | Vito Puopolo              | Jason Williams         | 5–1   | Toronto        | [ 178 ]  |
| 2023/24                     | Turniej 2 | Hasanain Khalid Alsultani | Sargon Isaac           | 5–4   | San Jose       | [ 179 ]  |
| 2024/25                     | Turniej 1 | Igor Figueiredo           | Noel Rodrigues Moreira | 5–1   | Rio de Janeiro | [ 180 ]  |
| 2024/25                     | Turniej 2 | Andy Mccloskey            | Ajeya Prabhakar        | 4–2   | Chandler       | [ 181 ]  |
| 2024/25                     | Turniej 3 | Vito Puopolo              | Indi Lotey             | 5–0   | Toronto        | [ 182 ]  |

### Q Tour Asia Pacific
Q Tour Asia Pacific organizowany wspólnie z Asia-Pacific Snooker and Billiards Federation i obejmuje turnieje w Australii i Nowej Zelandii.
| Sezon                           | Turniej   | Zwycięzca           | Finalista           | Wynik | Miejsce      | Przypisy |
| ------------------------------- | --------- | ------------------- | ------------------- | ----- | ------------ | -------- |
| Q Tour Asia Pacific (amatorski) |           |                     |                     |       |              |          |
| 2023/24                         | Turniej 1 | Rob Redgrove        | Adam Shaw           | 5–4   | Christchurch | [ 184 ]  |
| 2023/24                         | Turniej 2 | Vinnie Calabrese    | Steve Mifsud        | 6–3   | Sydney       | [ 185 ]  |
| 2023/24                         | Turniej 3 | Vinnie Calabrese    | Adrian Law          | 5–3   | Calamvale    | [ 186 ]  |
| 2024/25                         | Turniej 1 | Vinnie Calabrese    | Ben Foster          | 5–4   | Perth        | [ 187 ]  |
| 2024/25                         | Turniej 2 | Vinnie Calabrese    | Hassan Kerde        | 4–2   | Albury       | [ 188 ]  |
| 2024/25                         | Turniej 3 | Matthew Scarborough | Lawrence Millington | 6–3   | Auckland     | [ 189 ]  |
| 2024/25                         | Turniej 4 | Vinnie Calabrese    | Hassan Kerde        | 6–5   | Sydney       | [ 190 ]  |
| 2024/25                         | Turniej 5 | Vinnie Calabrese    | Shaun Dalitz        | 5–1   | Redcliffe    | [ 191 ]  |